# Temperanceville (Virginia)
Temperanceville es un lugar designado por el censo situado en el condado de Accomack, Virginia  (Estados Unidos). Según el censo de 2010 tenía una población de 358 habitantes.

## Demografía
Según el censo de 2010, Temperanceville tenía una población en la que el 64,2% eran blancos; el 29,9% afroamericanos; el 0,3% eran indios americanos y nativos de Alaska; el 0,0% eran asiáticos; el 0,0% hawaianos y otros isleños del Pacífico; el 4,5% de otra raza, y el 1,1% a partir de dos o más razas. El 6,7% del total de la población eran hispanos o latinos de cualquier raza.